# Elektra (film, 1962)
Elektra (grško Ηλέκτρα / Ilektra) je grški črno-beli dramski film iz leta 1962, ki ga je režiral, produciral in zanj napisal scenarij Michael Cacoyannis, temelji na istoimenski starogrški gledališki igri Evripida. V glavnih vlogah nastopajo Irene Papas, Giannis Fertis, Aleka Katselli, Manos Katrakis, Notis Peryalis, Fivos Razi, Takis Emmanuel in Theano Ioannidou. To je prvi film iz Cacoyannisove starogrške trilogije, ki mi sledita še filma Trojanke leta 1971 in Ifigenija leta 1977.
Film je bil premierno prikazan leta 1962. Osvojil je nagradi Prix de la meilleure transposition cinématographique in tehnično veliko nagrado na Filmskem festivalu v Cannesu, kjer je bil nominiran tudi za glavno nagrado zlata palma. Kot grški kandidat je bil nominiran za oskarja za najboljši mednarodni celovečerni film na 35. podelitvi. Na Filmskem festivalu v Solunu je osvojil nagrade za najboljši film, režijo (Cacoyannis) in glavno igralko (Papas).

## Vloge
- Irene Papas kot Elektra
- Giannis Fertis kot Orest
- Aleka Katselli kot Klitajmnestra
- Manos Katrakis kot mentor
- Notis Peryalis kot Elektrin mož
- Fivos Razi kot Ajgist
- Takis Emmanuel kot Pilad
- Theano Ioannidou kot vodja zbora
- Theodoros Dimitriou kot Agamemnon
- Elsie Pittas kot mlada Elektra
- Petros Ampelas kot mladi Orest